# Leiomyza laevigata
Leiomyza laevigata är en tvåvingeart som först beskrevs av Johann Wilhelm Meigen 1830.  Leiomyza laevigata ingår i släktet Leiomyza och familjen smalvingeflugor. Arten är reproducerande i Sverige. Inga underarter finns listade i Catalogue of Life.